# Associazione Calcio Siena 1984-1985
Questa voce raccoglie le informazioni riguardanti l'Associazione Calcio Siena nelle competizioni ufficiali della stagione 1984-1985.

## Stagione
Nella stagione 1984-1985 il Siena disputò il quinto campionato di Serie C2 della sua storia.

## Divise e sponsor
| 1ª divisa |

## Organigramma societario
Area direttiva
- Presidente: Danilo Nannini
- Direttore sportivo: Efrem Dotti
- Segretario: Stefano Osti

Area tecnica
- Allenatore: Ferruccio Mazzola
- Allenatore in seconda: Primo Luigi Galasi

## Rosa
| N. |                   | Ruolo | Calciatore         |
| -- | ----------------- | ----- | ------------------ |
|    | Italia (bandiera) | P     | Stefano Bucelli    |
|    | Italia (bandiera) | P     | Mario Ielpo        |
|    | Italia (bandiera) | D     | Fabio Calcaterra   |
|    | Italia (bandiera) | D     | Pietro Ghedin      |
|    | Italia (bandiera) | D     | Marco Grassi       |
|    | Italia (bandiera) | D     | Vincenzo Mirra     |
|    | Italia (bandiera) | D     | Danilo Tosoni      |
|    | Italia (bandiera) | C     | Fernando Bianchini |
|    | Italia (bandiera) | C     | Mauro Fabbri       |
|    | Italia (bandiera) | C     | Santino Nuccio     |

| N. |                    | Ruolo | Calciatore       |
| -- | ------------------ | ----- | ---------------- |
|    | Italia (bandiera)  | C     | Antonio Onofri   |
|    | Italia (bandiera)  | C     | Claudio Rastelli |
|    | Italia (bandiera)  | C     | Antonio Sciarpa  |
|    | Italia (bandiera)  | C     | Enrico Vichi     |
|    | Italia (bandiera)  | A     | Claudio Desolati |
|    | Italia (bandiera)  | A     | Franco Monti     |
|    | Italia (bandiera)  | A     | Fabio Perinelli  |
|    | Italia (bandiera)  | A     | Andrea Pistella  |
|    | Brasile (bandiera) | A     | Paolo Stringara  |

## Risultati

### Serie C2

#### Girone d'andata
| Arbitro: | Magliulo (Torre Annunziata) |

|               |           |            |
| Palmisano 10’ | Marcatori | 61’ Nuccio |

| Siena 30 settembre 1984 | Siena              | 0 – 0 | Derthona | Stadio del Rastrello\| Arbitro: \| Di Cola (Avezzano) \| |
| Arbitro:                | Di Cola (Avezzano) |       |          |                                                          |

| Arbitro: | Pesce (Napoli) |

|                                                                |           |                       |
| Tufano 30’ (aut.) Onofri 40’ Stringara 60’ Desolati 74’ (rig.) | Marcatori | 88’ (rig.) Barlassina |

| Arbitro: | Ciaccio (Napoli) |

|            |           |                          |
| Sorace 68’ | Marcatori | 59’ Nuccio 63’ Perinelli |

| Arbitro: | Nicoletti (Agropoli) |

|                             |           |  |
| Calcaterra 6’ Perinelli 67’ | Marcatori |  |

| Arbitro: | Quartuccio (Torre Annunziata) |

|          |           |               |
| Ogno 40’ | Marcatori | 39’ Stringara |

| Lucca 4 novembre 1984 | Lucchese           | 0 – 0 | Siena | Stadio Porta Elisa\| Arbitro: \| Tonon (Conegliano) \| |
| Arbitro:              | Tonon (Conegliano) |       |       |                                                        |

| Arbitro: | Frattin (Castelfranco Veneto) |

|  |           |                                        |
|  | Marcatori | 38’, 45’ (rig.) Ravot 46’, 81’ Colucci |

| Voghera 18 novembre 1984 | Vogherese         | 0 – 0 | Siena | Stadio Comunale\| Arbitro: \| Caprini (Perugia) \| |
| Arbitro:                 | Caprini (Perugia) |       |       |                                                    |

| Arbitro: | Pomentale (Bologna) |

|                          |           |                |
| Perinelli 39’ Nuccio 72’ | Marcatori | 74’ Brugaletta |

| Arbitro: | Di Savino (Foggia) |

|                  |           |           |
| Di Francesco 43’ | Marcatori | 9’ Nuccio |

| Arbitro: | De Luca (Napoli) |

|                                      |           |  |
| Stringara 47’ Sciarpa 55’ Nuccio 79’ | Marcatori |  |

| Arbitro: | Beschin (Legnago) |

|             |           |  |
| Picconi 59’ | Marcatori |  |

| Arbitro: | Cerina (Cagliari) |

|                              |           |  |
| Calcaterra 82’ Bianchini 89’ | Marcatori |  |

| Arbitro: | Tarallo (Como) |

|           |           |  |
| Ennas 86’ | Marcatori |  |

| Arbitro: | Della Rovere (Torino) |

|                                                                       |           |                |
| Perinelli 8’ (rig.), 71’ Bianchini 29’ Nuccio 43’ (rig.) Desolati 46’ | Marcatori | 69’ Chistolini |

| Arbitro: | Cazzamalli (Milano) |

|                    |           |  |
| Tamalio 61’ (rig.) | Marcatori |  |

#### Girone di ritorno
| Arbitro: | Da Ros (Treviso) |

|              |           |           |
| Perinelli 7’ | Marcatori | 42’ Serra |

| Arbitro: | Caprini (Perugia) |

|  |           |              |
|  | Marcatori | 90’ Pistella |

| Arbitro: | Merlino (Torre del Greco) |

|            |           |           |
| Tufano 60’ | Marcatori | 89’ Vichi |

| Arbitro: | Failla (Pinerolo) |

|                    |           |               |
| Bianchini 40’, 70’ | Marcatori | 12’ Tarasconi |

| Arbitro: | Tedeschi (Bologna) |

|              |           |             |
| Saporito 69’ | Marcatori | 7’ Pistella |

| Arbitro: | Manfredini (Modena) |

|                         |           |  |
| Nuccio 23’ Pistella 59’ | Marcatori |  |

| Siena 17 marzo 1985 | Siena               | 0 – 0 | Lucchese | Stadio del Rastrello\| Arbitro: \| Squadrito (Catania) \| |
| Arbitro:            | Squadrito (Catania) |       |          |                                                           |

| Prato 24 marzo 1985 | Prato                  | 0 – 0 | Siena | Stadio Lungobisenzio\| Arbitro: \| Strada (Abbiategrasso) \| |
| Arbitro:            | Strada (Abbiategrasso) |       |       |                                                              |

| Arbitro: | Giuriola (Rovigo) |

|                                    |           |  |
| Stringara 16’ Perinelli 17’ (rig.) | Marcatori |  |

| Massa 14 aprile 1985 | Massese           | 0 – 0 | Siena | Stadio degli Oliveti\| Arbitro: \| Scalise (Bologna) \| |
| Arbitro:             | Scalise (Bologna) |       |       |                                                         |

| Arbitro: | Telegrafo (Taranto) |

|                  |           |  |
| Aloia 88’ (aut.) | Marcatori |  |

| Arbitro: | Beschin (Legnago) |

|  |           |            |
|  | Marcatori | 37’ Nuccio |

| Arbitro: | Picchio (Macerata) |

|           |           |                                 |
| Nuccio 9’ | Marcatori | 17’ (rig.) Cardillo 84’ Picconi |

| Montevarchi 19 maggio 1985 | Montevarchi     | 0 – 0 | Siena | Stadio Gastone Brilli-Peri\| Arbitro: \| Vasselli (Roma) \| |
| Arbitro:                   | Vasselli (Roma) |       |       |                                                             |

| Arbitro: | Ingargiola (Marsala) |

|                          |           |  |
| Perinelli 9’ (rig.), 24’ | Marcatori |  |

| Arbitro: | Lo Russo (Milano) |

|                            |           |                |
| Mirotti 13’ Chistolini 15’ | Marcatori | 4’, 49’ Nuccio |

| Arbitro: | Cerina (Cagliari) |

|                                            |           |  |
| Perinelli 44’ (rig.) Onofri 55’ Nuccio 73’ | Marcatori |  |

## Statistiche

### Statistiche di squadra
| Competizione         | Punti | In casa | In casa | In casa | In casa | In casa | In casa | In trasferta | In trasferta | In trasferta | In trasferta | In trasferta | In trasferta | Totale | Totale | Totale | Totale | Totale | Totale | DR  |
| Competizione         | Punti | G       | V       | N       | P       | Gf      | Gs      | G            | V            | N            | P            | Gf           | Gs           | G      | V      | N      | P      | Gf     | Gs     | DR  |
| -------------------- | ----- | ------- | ------- | ------- | ------- | ------- | ------- | ------------ | ------------ | ------------ | ------------ | ------------ | ------------ | ------ | ------ | ------ | ------ | ------ | ------ | --- |
| Serie C2             | 44    | 17      | 12      | 3       | 2       | 32      | 11      | 17           | 3            | 11           | 3            | 11           | 11           | 34     | 15     | 14     | 5      | 43     | 22     | +21 |
| Coppa Italia Serie C | -     | 3       | ?       | ?       | ?       | ?       | ?       | 3            | ?            | ?            | ?            | ?            | ?            | 6      | ?      | ?      | ?      | ?      | ?      |     |
| Totale               | -     | 20      | 12+     | 3+      | 2+      | 32+     | 11+     | 20           | 3+           | 11+          | 3+           | 11+          | 11+          | 40     | 15+    | 14+    | 5+     | 43+    | 22+    |     |

### Statistiche dei giocatori[2]
| Giocatore     | Serie C2 | Serie C2 | Coppa Italia Serie C | Coppa Italia Serie C | Totale   | Totale |
| Giocatore     | Presenze | Reti     | Presenze             | Reti                 | Presenze | Reti   |
| ------------- | -------- | -------- | -------------------- | -------------------- | -------- | ------ |
| F. Bianchini  | 25       | 4        | ?                    | ?                    | 25+      | 4+     |
| F. Calcaterra | 32       | 2        | ?                    | ?                    | 32+      | 2+     |
| C. Desolati   | 31       | 2        | ?                    | ?                    | 31+      | 2+     |
| M. Fabbri     | 13       | 0        | ?                    | ?                    | 13+      | 0+     |
| P. Ghedin     | 24       | 0        | ?                    | ?                    | 24+      | 0+     |
| M. Grassi     | 4        | 0        | ?                    | ?                    | 4+       | 0+     |
| M. Ielpo      | 34       | -22      | ?                    | ?                    | 34+      | -22+   |
| V. Mirra      | 20       | 0        | ?                    | ?                    | 20+      | 0+     |
| F. Monti      | 11       | 0        | ?                    | ?                    | 11+      | 0+     |
| S. Nuccio     | 34       | 12       | ?                    | ?                    | 34+      | 12+    |
| A. Onofri     | 31       | 2        | ?                    | ?                    | 31+      | 2+     |
| F. Perinelli  | 33       | 10       | ?                    | ?                    | 33+      | 10+    |
| A. Pistella   | 20       | 3        | ?                    | ?                    | 20+      | 3+     |
| C. Rastelli   | 26       | 0        | ?                    | ?                    | 26+      | 0+     |
| A. Sciarpa    | 13       | 1        | ?                    | ?                    | 13+      | 1+     |
| P. Stringara  | 32       | 4        | ?                    | ?                    | 32+      | 4+     |
| D. Tosoni     | 31       | 0        | ?                    | ?                    | 31+      | 0+     |
| E. Vichi      | 32       | 1        | ?                    | ?                    | 32+      | 1+     |